# Gardiner-Inseln
Die Gardiner-Inseln sind eine Inselgruppe vor der Graham-Küste des Grahamlands auf der Antarktischen Halbinsel. Im Wilhelm-Archipel liegen sie als Teil der Argentinischen Inseln zwischen der Irízar-Insel im Norden und der Uruguay-Insel im Süden.
Das UK Antarctic Place-Names Committee benannte sie im November 2024 nach dem britischen Geophysiker Brian G. Gardiner (* 1945), der gemeinsam mit dem Meteorologen Jonathan D. Shanklin (* 1953) und dem Atmosphärenphysiker Joseph Charles Farman (1930–2013) im Jahr 1985 an der Entdeckung des Ozonlochs in der Antarktis beteiligt war.